# Pfarrkirche Müllendorf

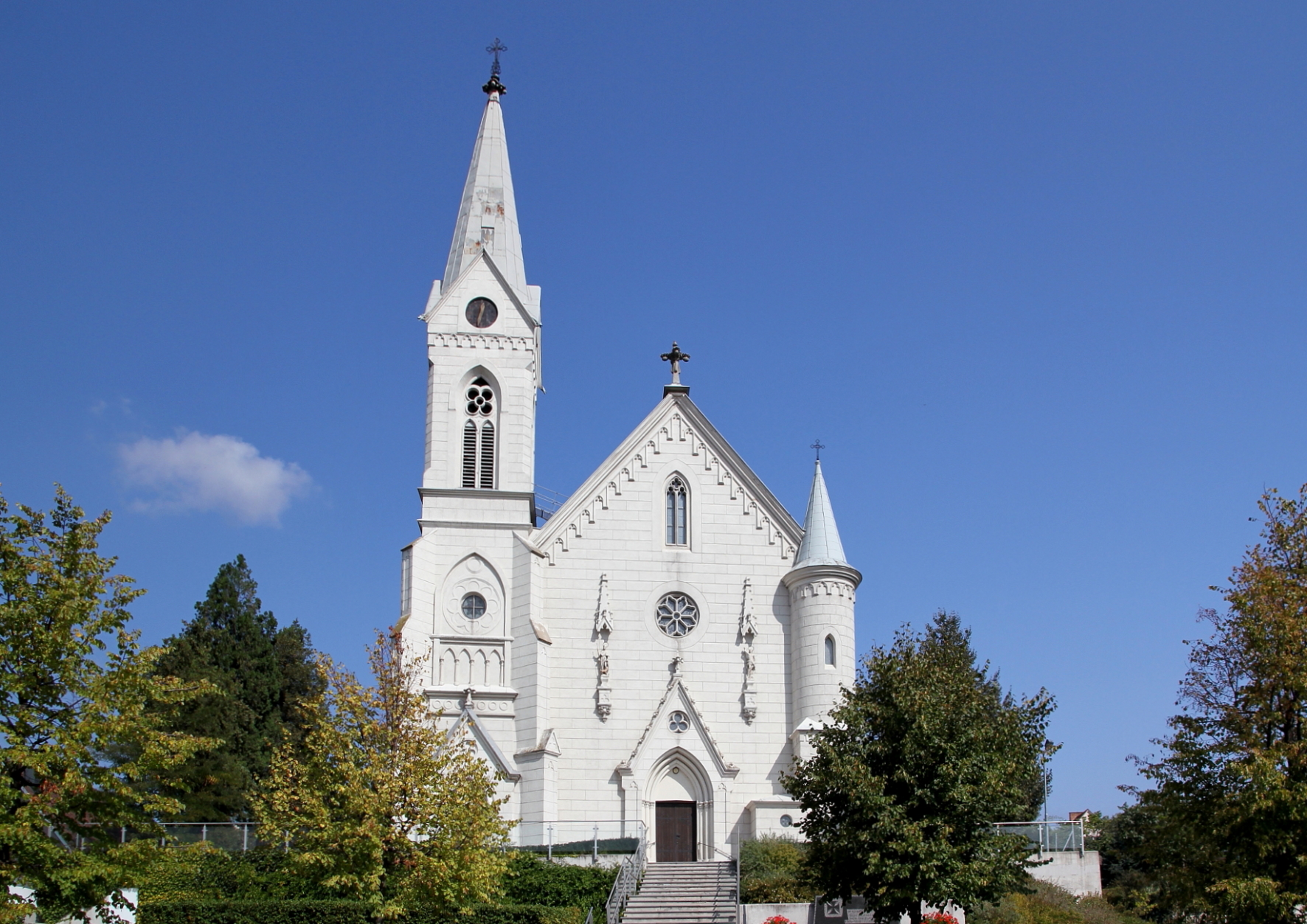
Kath. Pfarrkirche hl. Ägidius in Müllendorf

Die römisch-katholische Pfarrkirche Müllendorf steht in der Gemeinde Müllendorf im Bezirk Eisenstadt-Umgebung im Burgenland. Als Pfarrkirche hl. Ägidius gehört sie zum Dekanat Eisenstadt-Rust in der Diözese Eisenstadt. Die Kirche steht unter Denkmalschutz (Listeneintrag).

## Geschichte
An der Stelle einer abgetragenen gotischen Vorgängerkirche wurde 1904/1905 nach den Plänen des Architekten Johann Schiller eine neue Kirche erbaut. Die Kirche wurde 1971 außen und 1978 innen restauriert.

## Architektur
Der neogotische Kirchenbau ist groß und hat einen Turm.

## Ausstattung

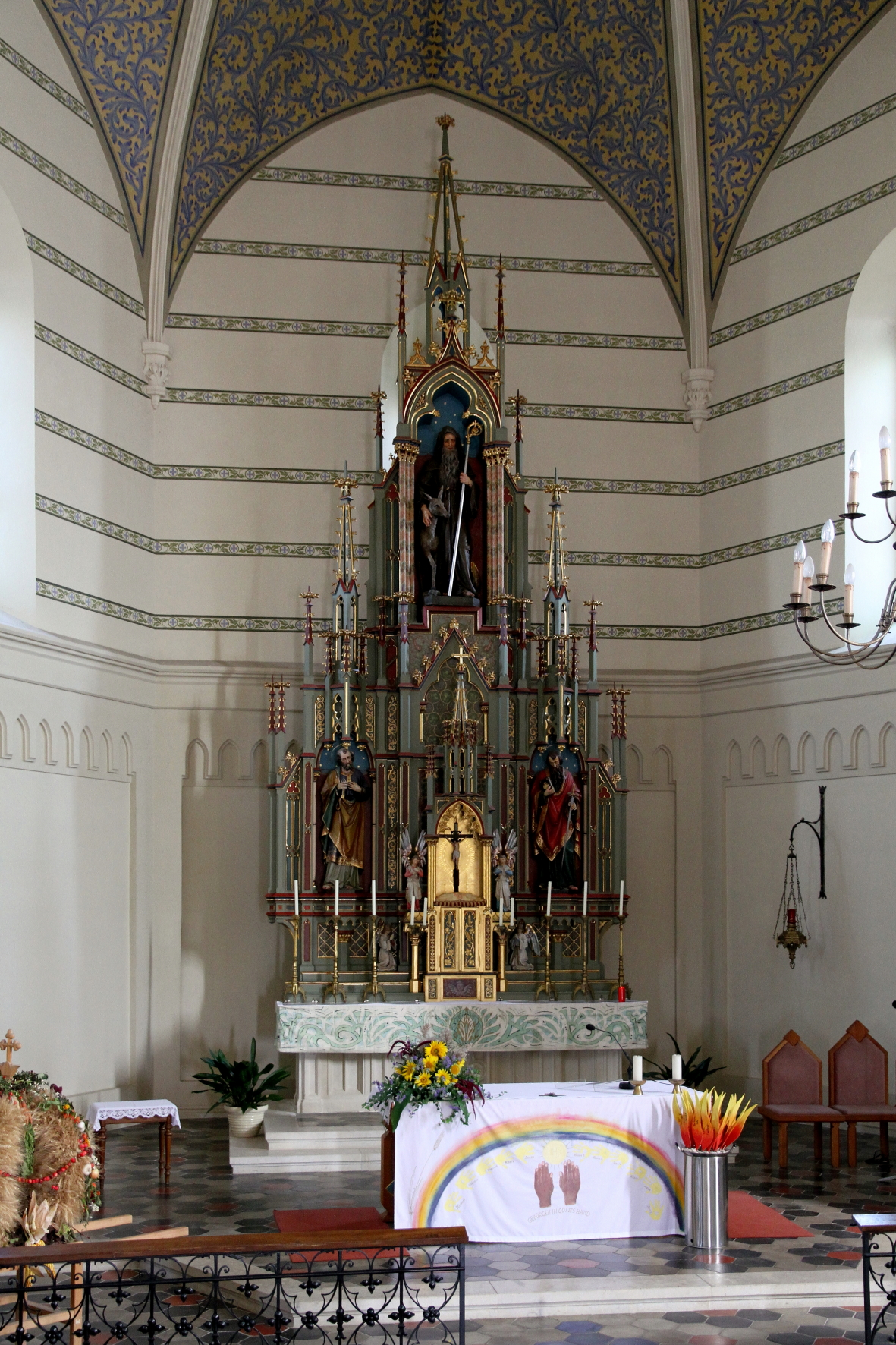
Der neogotische Hochaltar

Die Kirche hat eine neogotische Einrichtung.
Es gibt eine Steinfigur Pietà auf einer korinthischen Säule mit der Jahresangabe 1693.
Die Orgel in einem neogotischen Gehäuse wurde 1881 von Bajusz Kalman unter Verwendung von älteren Teilen 1881 gebaut, 1905 hier aufgestellt und 1979 von Helmut Allgäuer restauriert. Eine Glocke goss Johann Georg Koechel aus Ödenburg (1801).